# 特罗耶库罗夫公墓
特罗耶库罗夫公墓是莫斯科西郊的一座公墓。最近的地铁站为昆采沃站。

## 历史
墓地的名字来自它当地同名村庄。最早可追溯至特罗耶库罗夫大公，他在17至18世纪拥有这片土地。

## 争议
在2015年前后，这里的葬墓费已经炒到200万-800万卢布不等。